# Johannes Brehm
Johannes Brehm (* 29. November 1810 in Lüdersdorf (Landkreis Hersfeld-Rotenburg); † 9. März 1891 in Abterode) war  Bürgermeister und Abgeordneter des Kurhessischen Kommunallandtages.

## Leben

### Herkunft und Familie
Johannes Brehm wurde als Sohn des Ackerers George Brehm und dessen Gemahlin Johannette Kleinkauf geboren. Nach dem Tod seiner ersten Ehefrau heiratete er Karoline Helene Neuscheffer (1821–1889). Aus der Ehe gingen die Töchter Marie und Helene (1862–1932, Heimatdichterin) hervor. 

### Wirken
Nach seiner juristischen Ausbildung war Brehm zunächst als Schreiber in einem Anwaltsbüro in Rotenburg beschäftigt, bevor er 1867  Amtsanwalt in Abterode wurde.
Seine Wahl zum Bürgermeister von Abterode fiel in das Jahr 1835. Dieses Amt bekleidete er bis 1886, als er aus gesundheitlichen Gründen ausscheiden musste.  In der Kurhessischen Ständeversammlung, die von 1830 bis 1866 bestand, war er als Mitglied vertreten. 1874 wurde er als Nachfolger des Abgeordneten David Opfer in den Kurhessischen Kommunallandtag des Regierungsbezirks Kassel gewählt. Dieses Amt hatte er bis 1883 inne. Dabei war er der Vertreter der Landgemeinden des Kreises Eschwege.

### Öffentliche Ämter
- Nebenrendant der Sparkasse in Eschwege
- Mitglied des  Presbyteriums und Wahlmann bei der Diözesanversammlung